# Euforia (Annalisa)
Euforia è un singolo della cantante italiana Annalisa, pubblicato il 17 novembre 2023 come quinto estratto dall'ottavo album in studio E poi siamo finiti nel vortice.
Il brano è stato selezionato per rappresentare l'Italia ad OGAE Song Contest 2024, dove si è classificato al primo posto.

## Descrizione
Il brano è stato scritto dalla stessa Annalisa in collaborazione con Paolo Antonacci e Davide Simonetta, la cui idea alla base è il risultato di un flusso di coscienza.
 

In un'intervista rilasciata a Sky TG24 Annalisa ha raccontato il significato del brano, affermando:
In un'intervista a Rolling Stone Italia Annalisa ha raccontato che il brano rappresenta la fase della vita correlata alla pubblicazione dell'album da cui è estratta.
La "centrale elettrica" a cui la cantautrice fa riferimento nel primo verso del brano è la raffineria di Busalla, collocata sull'autostrada Milano-Genova.

## Promozione
Il singolo è stato presentato per la prima volta il 16 novembre 2023 durante la quarta puntata dei live della diciassettesima edizione di X Factor.

## Accoglienza
Recensendo l'album per Ondarock, Claudio Fabretti scrive che Euforia sia una «novelty da dancefloor a cassa dritta e beat spiegati», con un testo dai «versi vagamente surreali nelle strofe, [...] che però cozzano con quelli più puerili del ritornello», assimilandoli a quelli di Bellissima. Anche Fabio Fiume di All Music Italia associa i due brani, scrivendo che Euforia e La Crisi A Saint-Tropez «seppur orecchiabili e drammaticamente radiofonici non godono dell’effetto novità giovato un anno fa nel lancio del singolo». Claudio Cabona di Rockol afferma che «il brano è da vivere in pista, un’altra potenziale hit».

## Video musicale
Il video, diretto da Dario Garegnani, è stato pubblicato in concomitanza con l'uscita del singolo. Le riprese sono state effettuate il 4 novembre all'interno del Mediolanum Forum di Assago, durante il primo concerto in un palasport dell'artista.

## Tracce
Testi di Paolo Antonacci, Annalisa Scarrone e Davide Simonetta, musiche di Davide Simonetta.
Download digitale
1. Euforia – 3:00

## Classifiche
| Classifica (2024) | Posizione massima |
| ----------------- | ----------------- |
| Italia            | 19                |